# Penguin Cafe Orchestra
Penguin Cafe Orchestra byl anglický hudební soubor, jehož hlavními členy byli kytarista Simon Jeffes a violoncellistka Helen Liebmann. Mezi další členy patřili například Geoff Richardson, Danny Cummings, Nigel Kennedy, Chris Laurence a Annie Whitehead. Své první album nazvané Music from the Penguin Cafe skupina vydala v roce 1976 a vedoucím producentem alba byl Brian Eno. Album bylo vydáno Enovou společností Obscure Records. Později soubor vydal několik dalších alb. Po Jeffesově smrti v roce 1997 se kapela rozpadla. O deset let později byla jednorázově obnovena. Jeffesův syn Arthur od roku 2009 vystupoval se skupinou Penguin Cafe, která na soubor svého otce navazovala.